# 甲型流感病毒H7N9亞型
H7N9（英語：Influenza A virus subtype H7N9，記作A（H7N9）或H7N9）是一種甲型流感病毒，是禽流感病毒或禽流感病毒的一個亞型，因病毒在禽鳥類的死亡率低，經基因交換後轉移到人類上感染後成為病發期短、重症率與死亡率均相對於SARS略高而引發社會注意。
H7N9原本屬於低致病性感冒病毒，仅在禽间发现。2006年美国卫生部美国国家生物技术信息中心公开了1988年发生于美国明尼苏达州的火鸡身上第一个病毒记录。2013年3月下旬，人类感染甲型流感H7N9病毒與病例在上海開始陸續在中国长江三角洲一帶的城市被发现，這是該病毒全球首次感染人類，中国農業部獸醫師于康震表示：家禽、鴿子中分離到的H7N9與患者分離出之病毒高度同源，該病毒經基因交換後仍能感染雞、鴿子等禽鳥，對家禽呈低致病力，感染後沒有顯著症狀或大規模患病與死亡，尚未發現豬感染該病毒（該病毒在活禽市場檢出率最高，在養禽場尚未檢出），日本国立感染症研究所流感病毒研究中心主任田代正人表示，H7N9病毒相對於其他禽流感病毒（如H5N1）较难追查，病毒在禽鸟间传播而不能被飼養者以至衛生部門及時發覺」
2013年4月，中国国家衛計委與世衛组织駐華代表藍睿明均認為確診病例間未發現流行病學聯繫，目前疫情處於散發狀態，尚未發現人傳人，但至今病毒來源不明、傳播途徑不清，不排除通過候鳥遷徙帶入中國的可能；中國國家衛計委在4月17日之媒體溝通會上，中國疾控中心衛生應急中心主任馮子健表示，不排除該病毒存在有限「人传人」的能力。5月22日中新社報導，復旦大學公共衛生學院青年教師熊成龍、張志傑在最新一期的國際傳染病領域著名期刊《臨床傳染病》（Clinical Infectious Diseases）發表研究成果顯示，H7N9病毒起源於華東地區之家禽或野鳥，而非學界之前所認為的「來自於中韓禽類混血」。
及至2018年，東京大學教授河岡義裕等人組成的團隊以一隻健康雪貂與一隻感染H7N9型禽流感的雪貂進行的研究表明病毒可經飛沫擴散，是首度確認禽流感病毒可透過飛沫傳播給其他動物，而在該受感染雪貂80厘米外亦發現含病毒的飛沫。此前，科學家一直相信人類主要通過接觸染病禽鳥、其糞便或受污染環境如家禽市場從而感染禽流感，病毒也不會出現於染病禽鳥的飛沫內，研究發表後科學家警告病毒有潛在人傳人能力，或會造成全球流感大流行。

## 症状
H7N9禽流感病發3-5天內的症狀為發燒、咳嗽、少痰，與普通感冒類似；及後发展成肺炎，如果發燒5天依然不退，在7-9天後會在24-48小時內突發呼吸困难至衰竭，伴有心臟、肝臟、腎臟的衰竭；從現有死亡案例中看出，由發病、重症至死亡過程約7至11天，過程最短可至5天。根据上海市疾病预防控制中心的信息，感染H7N9病毒并非全部为重症。
而在中国国家卫生与计划生育委员会公布的《人感染H7N9禽流感诊疗方案（2013年第1版）》提到，此病潜伏期一般为7天以内，患者一般表现为流感样症状，如发热，咳嗽，少痰，可伴有头痛、肌肉酸痛和全身不适。重症患者病情发展迅速，表现为重症肺炎，体温大多持续在39℃以上，出现呼吸困难，可伴有咯血痰；可快速进展出现急性呼吸窘迫综合征、纵隔气肿、脓毒症、休克、意识障碍及急性肾损伤等。

## 传播方式和高危人群
此前研究顯示，H7N9病毒會在禽類中傳播，但不會使禽類出現症狀，而H5N1則會導致感染的禽類死亡，因此追蹤H7N9在禽類中的傳播要更加困難。世界衛生組織認為，H7N9病毒“不太可能”導致大流行，而目前，對確診患者的密切接觸者的醫學觀察，並無出現因此而被患者感染的情況。但是國家衛計委有關專家表示，不排除H7N9病毒存在有限“人傳人”的能力。
香港大学的实验发现，病毒可以通过密切接触有效传播，亦能有限度透过空气飞沫传播。同时发现猪也会感染H7N9，但没有传染性。
中國國家衛生和計劃生育委員會認為，現階段高危人群主要是從事禽類養殖、銷售、宰殺、加工業者，以及在發病前1周內接觸過禽類者。而中國疾病預防控制中心流行病學科學家曾光在4月16日受訪時提到，現在有近四成患者沒有明確的禽類接觸史，這些人到底是怎麼感染的仍然不清楚；年齡層方面，從確診病例來看，50歲以上的病例占78%，60歲以上病例占71%，中老年人群是易感群體。

## 疫情

### 感染人数

#### 中国大陆
截至2016年12月22日，中国大陆共确诊病例434例（该数字不完全，下同），其中81位死亡，眾多病例中與患者密切接觸者（包括醫護人員）暫未發現異常狀況（包括上海市回顧3月下旬的5例病例）。
| 通報省市       | 通報病例                                                                                                   | 死亡人数 | 康復出院人數 |
| -------------- | --- | -------- | ------------ |
| 上海市         | 45 | 15       | 15           |
| 江蘇省         | 52 （南京11、宿迁1、苏州3、无锡4、鎮江1、徐州2、 揚州1、常熟1、鹽城1、昆山2、溧阳1、淮安1）                | 8        | 3            |
| 浙江省         | 140（杭州31、湖州11、溫州1、嘉興3、紹興1、台州6、金華1、宁波2）                                            | 8        | 27           |
| 安徽省         | 17（滁州1、亳州1、天長2、涇縣1）                                                                           | 4        | 1            |
| 北京市         | 6（顺义1、懷柔1、海淀1 ）                                                                                  | 1        | 1            |
| 河南省         | 4（開封1、周口1、鄭州2）                                                                                   | 0        | 3            |
| 山東省         | 3（棗庄2、泰安1）                                                                                          | 0        | 1            |
| 江西省         | 9（南昌7、銅鼓1、九江1）                                                                                   | 1        | 1            |
| 福建省         | 23（龙岩1、福清2、福州2）                                                                                  | 3        | 7            |
| 湖南省         | 22（邵陽3、岳陽2、永州2、武冈1、娄底2、漣源2、郴州1）                                                      | 4        | 1            |
| 廣東省         | 104 (廣州22、惠州4、東莞3、佛山15、陽江4、深圳26、肇慶10、中山2、江門4、梅州3、珠海1、潮州1、汕頭2、河源1) | 31       | 58           |
| 廣西壯族自治區 | 3 | 0        | 0            |
| 河北省         | 1 | 0        | 0            |
| 貴州省         | 1 | 0        | 0            |
| 吉林省         | 1 (長春1）                                                                                                 | 0        | 0            |
| 天津市         | 2 | 0        | 0            |
| 累計           | 434 | 85       | 102          |

#### 香港
| 发现病例 | 死亡人数 | 康復出院人數 | 性質     |
| -------- | -------- | ------------ | -------- |
| 11       | 3        | 2            | 外地傳入 |

#### 澳门
| 发现病例 | 死亡人数 | 康復出院人數 | 性質 |
| -------- | -------- | ------------ | ---- |
| 1        | 0        | 0            |      |

#### 馬來西亞
| 发现病例 | 死亡人数 | 康復出院人數 | 性質     |
| -------- | -------- | ------------ | -------- |
| 1        | 0        | 0            | 外地傳入 |

#### 臺灣
| 发现病例 | 死亡人数 | 康復出院人數 | 性質     |
| -------- | -------- | ------------ | -------- |
| 5        | 2        | 1            | 境外移入 |

### 病例明細

#### 中國大陆確診與康復病例

##### 2013年
- 3月22日，时任上海市公共衛生臨床中心副主任、中心感染科主任卢洪洲發現患者可能感染H7N9病毒[28]，之後把標本送至中國疾控中心。
- 3月29日下午，分離出3株H7N9禽流感病毒[29]。
- 3月30日，中国国家卫生和计划生育委员会首度確診人感染H7N9禽流感病例[30]。
- 3月31日中午，中国衛計委與世界衛生組織公布，確診上海和安徽總共三人感染H7N9禽流感，其中兩人死亡，一人病情危重，是全球首次發現人類感染H7N9禽流感病毒[31][32]。其中上海一名87岁男子和27岁男子分别在2月19日和27日发病，抢救无效于3月4日和10日死亡，27岁男性死者生前曾贩卖猪肉。[33]安徽的患者曾经在农贸市场买过鸡[34]。
- 4月1日，香港食物及衞生局局長高永文表示，擔心病毒是否已出現變種、在家禽動物之間有疫症流行，甚至會否出現人傳人[35]。
- 4月2日晚，江苏省卫生厅通报新确诊四例病例，均為病危[36]。
- 4月2日，香港文汇报报道，上海方面疑似漏报5宗重症肺炎病例。两名死者所在的医院为上海市第五人民医院（简称「市五院」），与市五院同处闵行区的另一间大型医院內呼吸科感染科室一位医生表示，3月中旬以来，该院收治了5名「不明原因重症肺炎」患者，他們目前采用碳青霉烯类抗生素并用激素治疗后，病情暂时稳定。[37]
- 4月3日，浙江杭州市确诊两例病例，其中一例患者死亡[38]。同日傍晚新浪微博网民爆料萧山某医院接触患者洪某的医务人员中有两人发热，正在隔离中，翌日傳染病診治國家重點實驗室主任李蘭娟稱「患者沒有把病毒傳染給其他人，如親屬和接診的醫務人員」[39]。
- 4月4日，上海市衛生及計劃生育委員會在傍晚7點與11時通報，上海市新确诊4例（其中1名为4歲儿童），而上海新确诊的患者有两人已死亡[40][41]；另同日浙江省衛生廳通報：浙江省湖州市新确诊1例人感染H7N9禽流感病例[42]，（同日晚上患者病情加重並搶救無效，在浙江大學醫學院附屬第一醫院死亡[43]，從省疾控中心確診到其去世，不到24小時[44]）。
- 4月5日傍晚6時，江蘇省衛生廳通報，新確診2例人感染H7N9禽流感病例；兩例均為南京市秦淮區人，並在該市救治中[45]。
- 4月6日晚上，上海市衛計委通報，截至當天18:30，上海新增兩例人感染H7N9禽流感确诊病例，分别为74岁和66岁。[46]
- 4月7日傍晚5點，上海市衛計委通報新增兩例人感染H7N9禽流感确诊病例，分別為59岁與67岁[47]；同日晚上10點，安徽省衛生廳通報新確診一例，57歲男性患者現於亳州市治療[48]。
- 4月8日傍晚5點，上海市衛計委通報新增一例人感染H7N9确诊病例，這位64岁男性退休人士於4月1日上午發病，4月3日到瑞金醫院診斷為肺炎，4天後復診為重症肺炎，於4月7日傍晚死亡，當晚樣本檢測對H7N9病毒呈陽性反應[49]，同時江蘇省衛生廳通報兩例確診病例，為85岁男生與25歲女性，目前病性均危重[50]。
- 4月9日傍晚5時，江蘇省衛生廳通報在4月2日被確診並通報的蘇州市83歲男性患者，已於同日下午死亡[51]，上海市衛計委於同日傍晚6時通報確診兩例新病例，兩名男性患者為62歲與77歲，目前病情穩定[52]，浙江省卫生厅同日通报新增两例确诊病例。分別为51岁女性（重症）與79岁男性（危重）[53]。
- 4月10日下午2時，江蘇省衛生廳通報兩例新確診病例，均為男性，分別為70歲（居於無錫市）與74歲（居於江陰市），病情較重與危重[54]；同時浙江省衛生廳亦通報新增一例確診病例，65歲男性患者現於杭州救治，情況穩定[55]，傍晚5時上海市衛生廳通報新增兩例確診病例，分別為76歲女性與81歲女性，情況均穩定[56]。
- 上海在4月4日主動發現並確診之一例病例（4歲男童）於兒科醫院診治，在4月8日症狀消退康復，經兩天監察後於4月10日下午出院，成為首人感染H7N9首例康復病例[57]。
- 4月11日下午4時，江蘇省衛生廳通報新增兩例確診病例，分別在揚州市的31歲男性與蘇州市的56歲男性，病情均危重[58]，傍晚6時半上海市衛計委通報新增三例確診病例，其中74歲男性一例於3月31日發病，到普陀區中心醫院就診，4月9日診斷為重症肺炎，翌日晚上確診為H7N9，隔天下午不治；另兩例（83歲女性與68歲男性）病情皆穩定[59]。
- 4月12日晚上7時半，上海市衛計委通報新增兩例確診病例，分別為53歲男性與86歲男性，前者現為重症肺炎、後者情況穩定，另在4月6日確診之74歲男性已於同月11日晚上死亡[60]，浙江省衛生廳在晚上9時通報新增三例確診病例，分別為66歲男性、74歲男性（均居於杭州）與54歲女性（居於湖州），病情均尚穩定[61]。
- 4月13日凌晨1:30，北京市衛生局發布消息：經北京市疾控中心實驗室檢測，該市發現首例人感染H7N9禽流感疑似病例，為地壇醫院收治的一名7歲女童，現病情穩定[62]，於同日凌晨被中國疾控中心確診，早上9:30由北京市新聞辦公佈，這是北京市首例確診病例[63]，同日下午2時，江蘇省衛生廳通報新增兩例確診病例，分別為77歲女性（南京市）與72歲男性（常熟市）[64]；下午4點半上海市衛計委通報新增一例確診病例，為56歲顧姓男性，現情況其妻52歲于姓正是在4月3日不治、4月4日被確診的病例，4月12日晚上經國家與上海衛計委雙方判斷為：目前掌握資料不足判定是由妻子傳給丈夫[65]；同日晚上6點，浙江省衛生廳通報新增兩例確診病例，分別為65歲與38歲，均為男生與居於杭州，病情皆危重[66]。
- 4月14日早上九時，河南省衛生廳首次通報確診病例，分別為兩位男性患者（34歲居於開封市與65歲居於周口市），前者病情危重後者穩定[67]，同日下午3时-5時半，江蘇浙江上海三地衛生部門分別公佈共9例確診病例，浙江兩男兩女病例在64至79歲之間[68]，江蘇兩例分別為50歲與26歲均為男性[69]，上海市三例為73歲、54歲與78歲均為男性，另該市4月4日確診的67歲女性與4月9日確診的77歲男性分別已不治[70]。
- 4月15日凌晨，北京市衛生局通報，市疾控中心對北京市首例感染病例家庭販賣家禽相關人群（朝陽區崔各莊鄉奶東村之禽類養殖戶共24人）的主動篩查監測，發現一名4歲男童對H7N9呈陽性，但並無臨床症狀，判定其為H7N9帶菌者[71]，同日下午5時江蘇浙江安徽衛生廳各通報新增一例確診，共三例，60歲男性患者（居於昆山）與60歲男性（居於天長市）情況均危重，68歲女性（居於湖州）則病重；另江蘇省在4月13日確診的一位77歲女性已不治[72][73][74]。
- 4月16日下午，江蘇通報新增三例確診，分別為21歲女性（居於昆山）、56歲男性（居於南京）與72歲男性（居於蘇州），病情為較重至危重[75]，同日傍晚浙江通報新增五例確診，三男兩女在（56-72歲）均居於杭州，病重[76]。同日，在上海市截止17時的通報中，新增一例47歲男性確診病例；另有5例回顧性確診，包括在3月下旬上交的上海市五院病例樣本（兩人死亡、兩人康復）與一位3月16-19日曾到過長沙市的，居於上海的兩歲小孩在當地被取樣並確診，3月22日康復[2]，湖南省衛生廳於4月17日早上通報該例詳情，當媒體問及為何今日才發布消息時，湖南省衛生廳疾控處處長陳焱表示：這是根據國家衛計委要求統一發布[77]。
- 4月17日下午四時，北京市首例確診之7歲女童康復出院[78]；同日下午5時半，上海市通報新增一例確診，患者為89歲男性，病情穩定[79]，晚上九時，浙江省通報新增四例確診，三男一女患者由37至86歲，情況大多病重[80]，其中41歲張姓男子是街道幹部，曾參與4月8日凌晨撲殺浙北農副產品交易中心的活禽工作，六天後微燒，與醫生見面時曾要求作H7N9檢測被拒，第二天下午直接到湖州市疾控中心要求檢測，晚上報告呈陽性，但除發燒外無其他徵狀[81]；另江蘇省新增1名死亡病例[82]。
- 4月18日中午，在4月6日確診之男性患者（65歲楊先生）出院，成為上海首例成人確診並出院者[83]，下午江蘇通報新增一例確診，為居於南京之26歲女性，另一名居於蘇州的60歲男性於4月16日晚上不治[84]，其中南京市衛生局副局長許民生介紹該病例輕症患者時說：她確實出現發熱伴流感症狀，一開始掛門診，當作普通的感冒看，只服感冒藥。雖省疾控中心實驗室及後檢測為陽性，但現已痊愈，病毒幾乎「不攻自破」原因還沒查明[85]。同日河南省與上海各通報新增一例確診，共兩例，為居於鄭州市的38歲男性（病情較重）[86]與上海之80歲女性（病情穩定）[87]，另浙江省新增兩例確診，患者為54歲女性（嘉興人）與69歲男性（杭州人），情況均病重[88]。
- 4月19日下午，江蘇通報新增一例確診，患者為南京市54歲男性，病情危重[89]，浙江通報新增三例，兩男一女病重，均在杭州醫治[90]；另浙江4月9日確診一例女患者，在同日上午從浙江大學醫學院附屬第一醫院出院，成為浙江首例重症康復出院病例[91]，另安徽亳州4月7日通報的一例確診亦於同日康復出院[92]。
- 4月20日下午，上海與江蘇南京各新增一例確診，浙江杭州新增三例確診，合共五例[93][94]，另4月18日杭州確診之一例（69歲男性）於19日晚不治[95]。
- 4月21日上午，上海三例確診康復出院（分別在4月7、10、13日確診）[96]，晚上7時浙江省通報確診五例，三女兩男由58-81歲不等，其中一例（76歲男性，嘉興人）已在通報當天不治，另一例14日確診之62歲女性已於20日晚不治[97]同日晚上近十時上海通報一例確診，患者為68歲男性，在江蘇溧阳市住院，4月19日送至上海肺科醫院救治，屬江蘇省新增病例[98]。
- 4月22日上午8時許，浙江湖州市疑因撲殺禽鳥而染病一例（4月17日確診）在浙江大學醫學院附屬第一醫院出院[99]，下午浙江通報兩例新確診，分別為一男（32歲），一女（54歲）[100]，另上海市4月12日通報確診之86歲男性已於21日晚不治[101]。
- 4月22日晚上6時，山東省衛生廳通報枣庄市立醫院在一名36歲男性患者病例樣本檢測，初步為確認為H7N9疑似病例，翌日下午由國家衛計委確診[102]，患者從事建材批發工作，未曾接觸過活禽，但在該患者住所附近百米左右，為一綜合性市場，內有活禽販賣攤位[103]。
- 4月23日下午浙江杭州與安徽天長市新增確診共三例[104]，而山東省棗庄市新增首例確診病例（36歲男性），目前病重[105]。另在4月17日確診之杭州一例（86歲男性）在同日上午不治[106]，河南周口市在4月14日確診之65歲男性於當天康復出院[107]。
- 4月24日，新增確診病例-無，江蘇省新增1例死亡病例，此為先前確診病例[108]。
- 4月25日早上9時許，河南通報新增一例確診，56歲男性患者（居於鄭州）病情危重[109]，另同日江西省通報發現在南昌市第三醫院收治一名69歲男性疑似病例[110]，同日晚上11時宣佈確診；同日下午浙江通報確診兩例[111]，上海方面，在4月14日確診之一例73歲男性當天出院[112]。
- 4月26日傍晚，福建龙岩市永定县、浙江湖州與江西南昌各新增一例確診，其中福建為該省首例[113][114][115]，另江蘇通報新增三例確診，另無錫確診一例（4月2日確診，32歲女性）於4月24日不治[116]，鹽城一例（26歲男性）於同日下午出院[117]。
- 4月27日上午，浙大一院有六名確診病例出院[118]，上海亦有兩名患者出院[119]，傍晚湖南省衛生廳通報確診首例（64歲邵陽之女性），另收治一例54歲男子（在江西銅鼓縣診治為肺炎，4月22日轉至瀏陽市人民醫院，後被確診）[120]。
- 4月28日上午，江西通報南昌市新增兩例確診，男性(80歲)及女性(31歲)[121][122]，杭州[123]、福建福清市[124]與山東枣庄市各新增一例，其中山東確診一例為該省首例（36歲男性）之4歲兒子，但該省衛生廳在通報中認為尚未發現人傳染人的證據[125][126]。
- 4月29日下午上海通報在4月17日確診一例在當天上午不治[127][128]，另同日河南鄭州首例康復出院[129]。
- 4月30日上午，福建通報福州仓山区新增一例確診[130]，5月1日上午，湖南通報武冈市新增一例確診[131]。
- 5月1日，新增確診病例1例，湖南省邵陽市農民，男性病例（69歲），當日病危。另江蘇省新增1例死亡病例，為先前確診之病例[132]。及江西省新增1例死亡病例，為4月27日之確診男性病例（54歲），於5月1日搶救無效死亡[133]。
- 5月2日，湖南通報在江西銅鼓收治一例患者已於5月1日早上因多器官功能衰竭不治[134]，5月3日上午，杭州浙大附屬第一醫院有十位患者康復出院[135]，同日上海一例（4月9日確診）病例康復出院[136]。
- 5月4日晚上，福建通報福清市新增一例確診[137]。
- 5月6日，福建通報福州市倉山區新增一例確診，並已痊癒出院，另江蘇省、浙江省、安徽省計新增死亡病例4例，均屬先前之確診病例。[138]；同日，山東省第二例病例康復出院[139][140]。
- 5月7日，江西省通報新增一例確診[141]；同日，河南省開封病例康復出院[142]。
- 5月8日，江西首例病例出院[143]。
- 5月9日，新增確診病例-無，河南省鄭州市新增1例死亡病例，為4月25日之確診男性病例（56歲，本身具高血壓、心臟病、腦梗塞等病史），於5月9日搶救無效死亡[144]。
- 5月10日，新增確診病例-無，上海市新增1例死亡病例，為4月10日之確診女性病例（83歲），於5月10日搶救無效死亡[145]。
- 5月14日，新增確診病例-無，湖南省新增1例死亡病例，為4月27日之確診女性病例（64歲），於5月14日搶救無效死亡[146]。
- 5月16日，江苏昆山1例H7N9病例康复出院[147]。
- 5月28日，北京确诊该市第二例H7N9禽流感感染病例，为一名6岁男童。患儿经初步治疗后，基本保持体温正常[148]。
- 12月16日，廣東省陽江市确诊该市的一名六十五歲女感染H7N9禽流感，目前情況危重。病人的樣本經廣東省有關衞生當局化驗，證實對H7N9病毒呈陽性反應，並於12月16日確診。

##### 2015年
- 5月1日，江西省九江市新增1例H7N9确诊病例，患者为一名王姓的女子，39岁[149]。
- 6月11日，上海市新增1例H7N9确诊病例，患者为一名蔡姓的男子，61岁，于6月10日确诊[150]。

##### 2016年
- 1月1日，上海市新增1例H7N9确诊病例，患者为一名倪姓的男子，59岁，于1月1日确诊[151]。
- 1月9日，上海市新增1例H7N9确诊病例，患者为一名高姓的男子，58岁，于1月8日确诊[152]。
- 1月11日，浙江省宁波市鄞州区新增2例H7N9确诊病例，其中1例危重，1例病情较轻[153]。
- 4月17日，江西省南昌市新增2例H7N9确诊病例，患者分别是黄某的女子（43岁）和肖某的男子（23岁），两名患者为母子关系，户籍均为江西省吉安市泰和县[154]。
- 6月14日，天津市新增2例H7N9病例，患者分别是家住河北省廊坊市的张某和家住滨海新区的王某[155]。
- 6月15日，北京市新增1例河北赴京就诊的人感染H7N9病例，患者是一名陈姓女子，68岁，河北省廊坊市农民。因病情危重，由河北省当地医院转至北京市医院进行治疗[156]。
- 7月27日，北京市新增1例河北赴京就诊的人感染H7N9病例，患者是一名占姓男子，36岁，居住地为河北省廊坊市燕郊某小区[157]。
- 12月9日，广东省梅州市新增1例H7N9病例，患者为81岁的男性患者，居住地为梅州市梅江区[158]。
- 12月18日，福建省厦门市思明区在疾病监测中发现1例人感染H7N9病例，为散发病例[159]。
- 12月21日，安徽省卫生计生委通报，该省共报告5例H7N9确诊病例，其中合肥3例（1例为异地发病，1例死亡）、宣城1例（死亡）、六安1例[160]。
- 12月22日，上海市新增1例江苏赴沪就诊的输入性感染H7N9病毒确诊病例。患者是一名张姓女子，45岁，江苏南通户籍，于12月21日确诊[161]。

##### 2017年
- 2016年10月1日至2017年2月27日，中國總計15省份通報「H7N9」共461例，已死亡者119例。[27][162]
- 1月13日—2月5日，河南省新增4列H7N9病例，分别为永城市二人（均抢救无效死亡），漯河市一人（抢救无效死亡）[163]，郑州市一人（病情危重）[164]
- 2月3日，山東確診一人（女），48歲（尚處於救治中）。為山東省2017年通報（第5宗）確診病例。
- 2月15日，廣西壮族自治区南寧市確診一人（男），32歲（搶救無效死亡）。
- 2月19日，廣西壮族自治区南寧市確診一人（女），41歲（搶救無效死亡）。

#### 臺灣確診與康復病例

##### 2013年
- 4月24日下午，中華民國行政院衛生署署長宣佈確診H7N9首例[24]。H7N9首例台商為53歲台灣籍男性，有B肝帶原、高血壓，長期往來台灣與蘇州，3月28日至4月9日期間在蘇州工作(4月29日傳出該台商曾經打高爾夫球，疾管單位評估，有可能在撿球時，觸摸到被H7N9病毒鳥糞污染的高爾夫球而感染) 4月9日由上海返台後，12日開始有發熱、盜汗、倦怠的症狀，沒有明顯的咳嗽、流鼻水等上呼吸道症狀、16日因高燒到診所就醫，醫師建議轉診，急診入住醫院單人病室，16日使用克流感，18日胸部X光出現右下葉間質性浸潤，19日夜間病情惡化，20日因呼吸衰竭插管進國立臺灣大學醫學院附設醫院加護病房負壓隔離，其間兩次採喉頭拭子送驗H7N9流感檢驗均為陰性；24日再以RT-PCR驗痰液呈現H7N9陽性，傍晚由國家流感中心以基因定序確認感染H7N9. 李姓台商20日轉進台大之後，加開2倍劑量克流感，有10天仰賴「葉克膜」維持心肺功能，並開始洗腎。由於驗出體內同時存有抗藥性、非抗藥性兩種H7N9病毒，使用克流感無效，在家人同意之下，決定使用生物製劑进行治疗。台大醫療團隊改投予靜脈注射抗流感病毒藥物「Peramivir」，結果證實有效（但因為無足夠證據，無法成為治療準則）。5月24日,經搶救23天後，體內驗無病毒。公開露面時一開口就是道歉，他強調，因個人疏忽，不小心感染H7N9這麼嚴重疾病，發病期間造成國內民眾恐慌，對社會大眾表達最深的歉意，也感謝台大團隊盡心盡力。感謝外界對他病情的關心，也特別感謝太太、兒子以及專業呼吸治療師的小姨子，因為3位家人扮演「堅強的鐵三角」，即使在最艱難的時刻也沒放棄治療。

台大醫院小兒感染科主任黃立民表示，即便H7N9病毒對「克流感」有抗藥性，還有「瑞樂沙」可用，目前效果100%有效；另外目前H7N9病人臨床少有流鼻水症狀，顯示病毒還未十分適應上呼吸道，也是一項好消息。
專長獸醫病毒學與免疫學的臺大獸醫專業學院名譽教授賴秀穗表示，從H7N9病毒是由3個禽類病毒重組而來，以及病毒已擴散到華東7省數十萬平方公里的面積來看，感染源頭應該是養雞場，這個地區有近200億的雞隻，才能製造出大量病毒來感染人，雞糞內含有高量病毒，雞糞半乾後成為粉末，可隨風飄揚到很遠的地方，雞糞內含有豐富的有機物質，可保護病毒的活力，如在20℃的環境裡，至少可存活6天，即使在30℃的高溫環境，也可保有感染力約1小時. 賴秀穗指出，當感染者排出大量病毒時，會造成人傳人。他提醒，除了不要吃到病死禽類外，切記一定要把禽肉煮到全熟，雞蛋千萬不能生吃，也要避免去活禽市場或是和鴿子鳥類接觸。

#### 香港確診病例

##### 2013年
- 12月3日，香港衞生署衞生防護中心宣佈確診首宗人類感染甲型禽流感（H7N9）個案。患者是一名36歲印尼籍的女傭，在11月21日開始有咳嗽的病徵，同月27日出現氣促，入住屯門醫院。11月29日轉到深切治療部接受治療，其後病人情況轉壞，11月30日轉到瑪麗醫院繼續治療，送院時情況危殆。患者早前到過深圳，並在當地接觸活雞，該名病人現時情況有好轉，毋須用人工肺協助呼吸。相信個案是由外地傳入，政府當日(12月3日)宣布暫停深圳活雞供港。患者及後情況好轉，於2014年1月13日康復出院。
- 12月6日，香港衞生署衞生防護中心宣佈新增一宗H7N9禽流感個案，患者是一名約八十歲男子。 病人曾於屯門醫院留醫，患者之後被轉送瑪嘉烈醫院繼續治療，送院時情況穩定。該名男病人長期居住深圳本身有糖尿病等問題，他與另外三名家人周二(12月3日)下午一起從深圳灣口岸過關，乘搭的士到屯門醫院，因為心肺問題要入住內科病房，他最初沒發燒、亦沒有發炎，到周五早上發燒，由於他住在深圳，醫護人員為他進行快速測試，並安排入住隔離病房，到傍晚測試結果證實，他感染H7N9病毒。由於患者不在首宗個案接觸者中，需要追蹤的二百人名單內，因此與首宗個案是否有關連，仍有待調查。老翁延至12月26日下午病逝,為本港首名H7N9死者。[165]

##### 2014年
- 1月8日，香港衞生署衞生防護中心宣佈新增一宗H7N9禽流感個案，患者是一名65歲有長期病患男子，目前在瑪麗醫院深切治療部隔離接受治療，情況危殆。他發病前曾去過深圳，沒有接觸活家禽，衞生防護中心列為從外地傳入個案。[166]患者於1月13日晚上在瑪麗醫院病逝，為本港第二名H7N9死者。[167]
- 1月29日，香港衞生署衞生防護中心宣佈新增一宗H7N9禽流感個案，患者是一名約七十五歲男子，患有糖尿病、高血壓及心臟病的長期病患。他於1月20日至26日曾獨自到訪深圳寶安區，住所附近有活禽市場。至26日在深圳發病，出現咳嗽帶痰；兩日後因發燒及氣促返港，到屯門醫院急症室求醫，當時有嚴重肺炎，被轉往隔離病房。其後情況轉差，於當日下午死亡，為本港第三名H7N9死者。衞生防護中心表示，患者的鼻咽分泌樣本經化驗後，確認為H7N9病毒。衞生防護中心顧問醫生張竹君認為個案屬外地輸入。入院前的五名家居接觸者至今無出現病徵，會被送往接受測試及觀察。至於四名曾與患者同院、同一病區的人士，及屯門醫院及救護服務的醫護人員，接受醫學監察。[168][169]
- 2月12日，香港衞生署衞生防護中心宣佈新增一宗H7N9禽流感個案，患者是一名六十五歲男子，他在1月29日至2月9日，與妻子和三名孫兒到廣東省開平度歲，家人於1月29日在當地街市買活雞烹煮拜神。由於香港當時沒活雞供應，家人更將已煮熟雞隻帶返香港。男子2月8日在內地開始發燒，翌日返港到沙田圍的高健醫務中心求診，2月11日到廣華醫院求診，至2月12日確診，情況危殆。病人於當晚由廣華醫院轉送東區醫院使用人工肺協助呼吸。男病人本身為患冠心病、糖尿病和高血壓的長期病患者，住在沙田乙明邨。他在香港的七名家人包括太太和兒孫暫沒出現病徵，其中五人屬密切接觸者，被送到瑪嘉烈醫院觀察和測試。衞生防護中心表示，將聯絡內地相關衞生部門，並跟進患者在內地的接觸者、曾求診私家醫生和診所其他病人、廣華醫院同房病人和醫護人員，以及聯絡入境處跟進病人入境時曾接觸的口岸人員等，他們將接受醫學監察。患者在開平的住所和家人購買活雞的街市，有待確認。此為香港第五宗內地傳入H7N9，之前四名病人中，有三人死亡。 [170][171]
- 3月4日，香港衞生署衞生防護中心宣佈新增一宗H7N9禽流感個案，患者是一名18個月大的女童。消息指，女嬰1月中到過廣東佛山，家人曾帶她到街市，但並無買過活家禽。女嬰返港後，3月1日因發燒入住伊利沙伯醫院，其後證實對甲型流感呈陽性反應，退燒後出院，家人當時無向醫護人員透露女嬰到過內地。直至今日傍晚，化驗結果顯示，她對H7N9禽流感呈陽性反應。此是香港確診的第六宗內地傳入H7N9個案。 [172]
- 3月18日，香港衞生署衞生防護中心宣佈新增一宗H7N9禽流感個案，患者是一名5個月大的女嬰。女嬰定居於廣東佛山，過去一週一直住在深圳，據報3月13日到14日，由祖父母帶到一個有出售活禽的濕貨街市，但她並沒直接接觸活禽。到3月16日女嬰發燒並嘔吐，由父母送到香港北區醫院求診，轉送瑪嘉烈醫院接受隔離治療。女嬰的鼻咽分泌樣本經化驗證實，對H7N9病毒呈陽性反應。此為香港第七宗由內地傳入H7N9個案。 [173][174]
- 4月4日，香港衞生署衞生防護中心宣佈新增一宗H7N9禽流感個案，患者是一名65歲男子。患者獨居於深圳龍崗，他有長期病患。他於3月31日於深圳出現發燒、咳嗽、痰液帶血及腹瀉等病徵。他的病徵持續，4月3日下午經羅湖管制站來香港，當時被發現有發燒及喉嚨痛，其後由救護車直接送往北區醫院急症室，同日入院接受治療。臨床診斷為肺炎。他的痰液樣本經衞生防護中心公共衞生化驗服務處化驗後，4月4日傍晚證實對H7N9病毒呈陽性反應。此為香港第八宗由內地傳入H7N9個案。[175][176]
- 4月9日，香港衞生署衞生防護中心宣佈新增一宗H7N9禽流感個案，患者是一名82歲女子。患者有長期病患，與家人居於廣州荔灣。她自四月七日起出現咳嗽和痰液帶血，但沒有發燒。　她四月八日與兩名家人乘車經落馬洲支線管制站來香港，到埗後由救護車直接送往北區醫院急症室，同日入院接受隔離治療。她的痰液樣本經衞生防護中心公共衞生化驗服務處初步化驗後，4月9日晚證實對甲型禽流感H7N9病毒呈陽性反應。此為香港第九宗由內地傳入H7N9個案。[177]
- 4月13日，香港衞生署衞生防護中心宣佈新增一宗H7N9禽流感個案，患者是一名85歲女子。患者本身有長期病患，於4月4日至4月5日與丈夫及弟弟到過東莞，期間居於有飼養雞隻的親戚家中，並曾於4月4日到過居所附近的街市和於家中協助屠宰雞隻。她於4月5日返港，4月11日起出現發燒、咳嗽、痰中帶血和氣促，4月13日由救護車送往將軍澳醫院急症室，其後入院。她接受隔離治療，情況危殆。此為香港第十宗由內地傳入H7N9個案。[178]

##### 2016年
- 12月20日，香港出現2016年入秋後首例H7N9病例，患者為一名75歲男性，曾至廣東東莞，病況嚴重[179]。

#### 澳门確診病例

##### 2016年
- 12月14日，澳门卫生局召开记者发布会公布，南粤批发市场1名58岁的男档主确诊感染H7N9，这是澳门首宗人感染禽流感病毒[180]。

#### 馬來西亞確診病例

##### 2014年
- 2月11日，馬來西亞當地衛生局確認一名來自廣東的遊客感染當地首宗H7N9禽類感。 [181]

### 疫情谣言和争议

#### 上海首例病例「謠言」、送檢過程與質疑
- 2月20─25日，上海市第五人民醫院接收了李姓一家父子三人[182]，至3月8日，上海市衛生局否認上海網民對上海市第五人民醫院「一家四口發病」的质疑，稱「已排除了非典、禽流感、新型冠狀病毒等高致病性傳染病」[183]，翌日海外媒體泛華網發文稱「注意到當感染力、潛伏期和死亡率出現罕見的組合時，致命病毒是有可能將一個物種在地球上完全抹去」，指出有跡像顯示可能是一種未知的新型流感[184]。
- 及後在3月31日，上海公佈確診死亡案例的87歲男性李先生，就是3月8日被上海五院公開否認的同一位，上海市衛計委在同一天解釋稱這三例（分別為55、69與87岁）均為重症肺炎，其中87歲父親患者因在3月4日死亡（至於55歲小兒子患者其後亦死亡，69歲大兒子在3月底前已治愈出院，其後兩者均未檢測出H7N9禽流感）[185]。兩天後，上海五院宣傳科答覆《21世紀經濟報道》記者採訪時稱，「排除禽流感」的意思只是衛生部法定傳染病的甲型H1N1與人感染高致病性H5N1，並不包括當時還尚未被實驗室發現的、能被人類感染的H7N9病毒，由於醫院不具備所有傳染疾病病毒的監測能力，病人血清需由醫院採集並送至上海市或國家的疾控部門作血清篩查，在3月29日在中國疾控中心把H7N9病毒分離[186]。
- 4月10日，南方都市報深度周刊刊出記者王鑾鋒調查長文《華東「禽」劫：上海博弈H7N9》指出，在3月1日前後，生物安全防護三級實驗室對87歲李先生檢測結果證實上海市公共衛生中心副主任盧洪洲之前的判斷──確定這屬於甲流病毒，在李先生不治前後（3月4日），其身上的病毒被P3級實驗室確定為新型H7N9禽流感病毒；盧洪洲稱，3月10日左右，國家流感中心實驗室確定了他與同事的研究結果──確定李先生身上的新型病毒為H7N9病毒（及後李先生及兒子的病歷被上海五院封存，通報時被隱去詳細信息）。而3月4日因被診斷為普通肺炎的、入住與李先生同一層的另一間病房的27歲患者吳亮亮在6天後死亡，家人曾有不滿並要討說法，3月27日，上海五院以「人道補助」為由給予吳亮亮家庭13萬元人民幣，遺體並於翌日火化，運回盐城市安葬；在3月31日中國衛計委通報兩人皆為H7N9患者後，吳的家人才得悉並懷疑吳亮亮死於院內傳染。文章並指出3月29日中國疾控中心檢測到H7N9的複核樣本為3月22日從上海市公共衛生臨床中心送交，即從3月10日第二次確認檢出H7N9禽流感病毒起計，有被延遲十多天「上報」之嫌疑，適逢同期舉行之两会、衛生部大部制改革，這是否有關連？文章未有結論[187]。文章刊發當天，上海解放日报採訪盧洪洲稱「個別媒體在未採訪他本人的情況下，以訛傳訛，誤導公眾，極不負責」，盧洪洲表示3月20日，（上海）科研人員才初步判斷為新型流感病毒，3月21日報告市上海市衛生行政部門，翌日按國家生物安全有關規定，由上海市疾控中心將標本送北京的中國疾控中心，報送過程符合相關程序[188]；翌日南方都市報官方網站上該篇報道被刪除。另外，在4月15日晚上，上海市通報有五例回顧性確診病例，其中有四例的樣本是在三月下旬從上海市五院上報的，兩例樣本中分離出人感染H7N9病毒，兩例的恢復期血清抗體滴度呈4倍以上增高，但通報內容中這些病例的個人資料（包括年齡、性別）與初步病歷資料均完全欠奉[2]，上海市疾控中心主任吳凡在翌日下午答網民提問時表示：這六名病例（包括上海首次確診之兩例，均在三月下旬入住同一醫院）都是在出現肺炎或重症肺炎後收治入院，也就是說在入院前已被感染並出現症狀，所以沒有證據認為是由於院內感染所致。
- 4月17日，中國疾控中心衛生應急中心主任馮子健在北京召開的媒體溝通會上透露，上海市衛計委報告之四個回顧性確診病例中，有一位康復患者正是3月31日首批報告被確診感染H7N9的87歲李姓患者的長子，並初步認為「這可以認為是一起家庭聚集性病例」[8]：該父子家庭三人中有兩人已確診，另外一人已去世無法採集標本。但父子三人的感染是因共同暴露於禽類或其污染環境，還是因相互間傳染所致，目前仍然在調查中，沒有得出最後結論[189]，而日本國立傳染病研究所以此例子出發，指出「雖然未得以確認，但可能存在從特定人員向他人傳染」。研究所認為，最初三名死亡病例未及時使用抗病毒藥物[190]。

#### 其它地区疫情谣言
- 2013年4月初，有十餘網友在微博或論壇發帖聲稱的各地H7N9禽流感疫情与经政府确认的信息不符，獲5至10日行政拘留[191]。
- 4月19日起，在西安[192]、榆林、烏魯木齊[193]、深圳[194]、洛陽[195]、南寧[196]、南昌[197]、昌吉[198]、東陽[199]等地的微博先後傳出：「（章雄英已成為）我市的第一列H7N9病毒流感的患者，經專家確診是患者飲食的泡椒鳳爪中含有大量的H7N9病毒」，此消息一直被傳開。各地衛生部門辟謠，公安追查來源為三名陝西網民（橫山縣、榆陽區與府谷縣），因此被當地警方行政拘留[200]。

### 家禽疫情與政府應對

#### 2013年
- 4月4日，中國農業部發布消息：國家禽流感參考實驗室從上海送檢的松江区滬淮農副產品批發市場鴿子樣品中檢測到H7N9禽流感病毒，基因序列分析結果表明，該毒株為低致病力禽流感病毒，與H7N9禽流感病毒人分離株高度同源[201]；翌日晚上9時農業部再次發布消息：再次從上海送檢的738份樣品中檢測到19份的對H7N9禽流感呈陽性，其中8份樣品（雞7份、環境樣品1份）來自滬淮農副產品批發市場；3份（雞1份、環境樣品2份）來自閔行區景川市場，；8份（雞2份、鴿子2份、環境樣品4份）來自閔行區鳳莊市場，基因序列分析表明，以上所有分離株與之前從鴿子分離的H7N9禽流感病毒株高度同源[202]。
- 4月4日晚上7點左右，上海市農業委員會決定立即關閉該市場活禽交易區，當晚通宵撲殺其內所有禽鳥並徹底消毒，跟蹤調查採樣的鴿子來源，同時並暫停這次檢出H7禽流感病毒的閔行區景川菜市場、鳳庄市場的活禽交易[203]，至翌日清6時清理完畢，共計20536隻活禽[204]，並於4月5日決定從翌日起，在全上海市範圍內暫停活禽交易，關閉所有活禽交易市場（包括461家零售點以及各類花鳥市場），並撲殺其餘兩個批發市場的所有禽鳥，清理、消毒與封閉場地[205]。
- 4月5日，上海市信鴿協會決定當日起全部暫停信鴿比賽並封棚，暫停會員間信鴿交易、寄養等信鴿流通，並請會員及居民勿引起不必要的恐慌[206]。
- 4月6日早上，浙江省衛生廳公佈，在第二例人感染H7N9禽流感患者病前在杭州上城区濱盛農副產品商行活禽攤點購買並食用過鵪鶉。該市疾控中心在4月5日已從該攤點上的鵪鶉中檢出H7N9病毒，該病毒樣品已送國家疾控中心復檢[207]（但同日杭州市有關部門對《現代金報》稱「鵪鶉體內暫時還未檢測出H7N9禽流感病毒核酸，鵪鶉中檢出H7N9病毒系誤傳」[208]）；另同日該商戶之12份樣本中（鴿子羽毛及足塗抹物、禽類糞便、籠具及操作台塗抹物以及褪毛污水），5份檢出含有H7N9禽流感病毒核酸。市政府相關部門當天晚上召開緊急會議，決定於4月6日凌晨2時撲殺該商行內剩餘之活禽，並暫停其營業[209]。
- 4月6日下午，南京市工商局決定暫停紫金山、天印山、建鄴家禽貨棧家禽批發市場活禽交易並不得進貨[210]，並已累計排查規模廠714家，散養農戶2萬7千戶，累計排查家禽425萬7千多隻，未見異常[211]。
- 4月6日早上，北京市防治重大動物疫病指揮部辦公室召開會議，決定當日起暫停所有市內信鴿的放飛活動[212]；同日晚上，西湖景區管理方決定由翌日起，北山路的天鵝觀賞點、花港觀魚內的鴿子和孔雀餵食點暫時取消[213]。
- 中國國家禽流感參考實驗室從江蘇、浙江、安徽送檢的2099份養殖場、活禽市場和環境樣品中檢測到14份家禽H7N9禽流感陽性樣品，分離的病毒在基因序列分析表明與4月4日從鴿子中分離的H7N9病毒株高度同源，農業部要求關閉這五所市場，分別為：江蘇高郵市銀青家禽交易市場（雞8份）、高郵市北海農貿市場（雞2份）、常熟市虞山鎮虹橋管理區新造村雞批發市場（雞1份）、浙江湖州市浙北農副產品交易中心（鴨2份）、安徽合肥市徽商城農產品批發市場（鴨1份）[214]。
- 4月10日，國家禽流感參考實驗室在浙江湖州市浙北農副產品交易中心採集的10個鴨子樣品中，其中兩個檢測H7N9禽流感病原學陽性，湖州市委決定翌日對中心內7000隻活禽全部撲殺、關閉該交易區，並暫停湖州中心城區其它15個農貿市場活禽交易[215]。

#### 2014年
- 2014年1月27日，香港漁護署於一批供港雞隻中驗出H7禽流感病毒。香港政府決定停售活雞21天，將於1月28日撲殺長沙灣家禽批發市場内2萬隻家禽。[216]2月18日，政府宣佈將於翌日復售活雞，但須繼續停止輸入內地活雞4個月。[217]9月3日，政府宣佈將在翌日恢復內地活家禽供應。[218]

### 其它鳥類死亡與病毒檢測

#### 2013年
- 4月5日傍晚，有網民在新浪微博稱南京市建邺区茶南拓園小區12幢附近路邊的玉蘭樹旁發現數十隻死麻雀，翌日凌晨該區相關部門把部分死麻雀送至該省動物檢疫中心檢測，4月7日早上經南京市農委確認，H7N9檢測結果全部呈陰性[219]。

#### 2014年
- 2月16日清晨，有市民在香港寶琳北路近寶林邨寶仁樓對開行人隧道驚見十三隻紅耳鵯的屍體，散滿地上，因恐禽流感爆發，即時報警。雀屍其後交漁護署進行禽流感測試，西貢區區議員陳繼偉指出，以往將軍澳不時會發現死雀，惟數量僅一至兩隻，今次死雀屍數量多，情況罕見。

觀鳥會總經理羅偉仁表示，紅耳鵯為本港常見雀類，多以群體在公園及樹林生活，食果實及昆蟲。今次十多隻紅耳鵯在同一地點、時間死亡，情況罕見。但紅耳鵯是留鳥，全年留在香港，且牠是非肉食性鳥類，不會進食受感染的鳥屍，故感染禽流感死亡的機會較微，不排除是近日天氣凍，難以覓食下餓死或凍死。

## 病毒來源與基因排序

### 過去H7禽流感病毒致死案例
過去國際上曾經發生過人感染H7N2、H7N3和H7N7流感的病例，首例為1959年於美國發生（H7N7）；在2003年2月至6月期間荷蘭出現首例H7感染致死病例（荷蘭政府確認四省共241個農場受H7N7病毒感染，共89個人感染H7N7亞型病例，1位57歲獸醫曾在當地受感染農場工作，但無服藥，於該年4月17日因嚴重肺炎逝世），過去H7禽流感大多數是在禽類之間傳播，沒有在人類之間傳染，一些症狀也是比較弱。
最早H7N9病毒记录在1988年来自美国国家生物技术信息中心，為感染动物火鸡。科学杂志2006年某刊作为索引文献（页面存档备份，存于），病毒基因序列也列文中。 (A/turkey/Minnesota/1/1988(H7N9))

### 基因排序
港大教授袁國勇經過分析中國公布H7N9的基因圖譜後表示，這次的H7N9禽流感病毒是經過基因交換的病毒，在之前從來沒有出現過，而病毒基因有八節（HA與NA來自H7N9禽流感病毒，6個內部片段﹝分別為PB2、PB1、PA、NP、MP、NS﹞來源於H9N2禽流感病毒），其中H7的部分是來自浙江的野鳥，N9的部分是來自韓國的野鳥，其餘的六節相信是來自長江以北，英国《自然》杂志亦刊文報道，H7N9源於三种病毒株在同一感染宿主中的交換與重組；但病毒出現基因經過基因交換，令病毒開始適應人類或體溫與人類相近的動物而繁殖；香港大學公共卫生學院裴偉士教授指出，新病毒不像以往出現過的可引致禽畜大規模發病致死標記，無法以撲殺禽畜而消滅源頭，另外该病毒对神经氨酸酶抑制剂敏感。
除了中國網民外，還有日本《朝日新聞》與《產經新聞》曾刊文提出這個疑問：怀疑此次H7N9擴散或与幾乎同期开始的黄浦江死猪漂流事件有关，或把之前的饲养生猪大量死亡原因与变异后的H7N9病毒联系起来。
而在上海，上海市動物疾控中心於4月1日對近期打撈上來的黃浦江上游漂浮死豬抽驗的34份留存樣品，進行了禽流感通用引物檢測，未發現禽流感病毒及後經中國科學院病原微生物與免疫學重點實驗室研究得出：H7N9病毒暫未發現在豬群中進化的痕跡，即豬在病毒基因重配中未發揮中間宿主的作用，加上中國國家流感中心在3月31日公布是次人類感染H7N9的基因圖譜上均顯示，其中沒有發現豬隻基因。日本国立传染病研究所流感病毒研究中心发布的报告认为病毒具有易附着到人类等哺乳动物细胞上的特征。

### 病毒源頭與重組
據統計，在是次人感染出現前，全球共檢出25株H7N9亞型流感病毒，均來自野鳥，且從未在家禽中發現；這些病毒能通過候鳥遷徙向全世界傳播，目前在北美和歐亞大陸均有發現（包括韓國、蒙古），中國科學院病原微生物與免疫學重點實驗室研究人員表示，經病毒片段的重配研究，是次H7N9的8個基因片段中，H7片段源於浙江鴨群中分離的禽流感病毒，沿此載體（鴨群）往上追溯，與韓國野鳥中分離的禽流感病毒同源；N9片段與韓國野鳥中分離的禽流感病毒同源，其餘6個基因片段（PB2、PB1、PA、NP、M、NS）源於H9N2。據病毒基因組比對和親緣分析顯示，H9N2禽流感病毒來源於上海、浙江、江蘇等地的雞群；而北京林业大学候鳥專家郭玉民則表示，在中國野生動物監測網中未發現候鳥或其他野生動物攜帶H7N9病毒，但台灣農委會防檢局副局長黃國青4月1日表示在2009─2011年間曾於臺南市四草與宜蘭縣礁溪鄉，在候鳥排遺裡檢出H7N9低病原性病毒，但在採樣點半徑三公里範圍內養禽場採集樣本，並未檢出禽流感病毒。
中國科學院微生物研究所病原微生物與免疫學重點實驗室研究人員表示：基因重配的發生地很有可能在中國的長江三角洲地區。過程可能經由韓國野鳥在自然遷徙過程中，和中國長江三角洲地區的鴨群、雞群自身帶有的禽流感病毒進行基因重配產生；研究員估計自然界的流傳過程路徑是：攜帶H亞型（包括H7N3和H7N9亞型禽流感病毒）的韓國野鳥遷徙至長江三角洲地區，接觸浙江鴨群，病毒在此產生重配並使鴨群攜帶H7亞型病毒，鴨群很可能成為中間宿主，與浙江、上海等地攜帶H9N2禽流感病毒的雞群接觸，經基因重配最終成為全新的高致病性的H7N9禽流感病毒，而韓國農林畜產食品部在4月10日發表報告稱不同意此結論，報告指出，該病毒的H7片斷與浙江鴨群中分離出的病毒十分相近，該片斷在中國、蒙古、日本等亞洲地區野生鳥類體內較為多見，H7N9病毒可能源於中國華東。
中国农业科学院的报告认为人感染H7N9流感病毒可能源自活禽市场而不是家禽饲养场，原因或许是活禽市场高密度的混杂了不同来源的禽类，为不同亚型禽流感病毒之间的基因重组提供了理想的环境。

### 疑似患者判定、治疗與疫苗
在中國大陸，具以下徵狀的流感患者才會被抽樣作H7N9快篩基因檢測：
- 發熱（腋下體溫在38℃或以上）
- 伴有頭痛、肌肉痠痛和全身不適等流感樣症狀
- 發病早期白細總數降低或不升高
- 具有肺炎的影象學表現

中國目前還沒有使用藥物治療H7N9的經驗，臨床上使用神經氨酸酶抑制劑（奧司他韋、扎那米韋）來進行治療；日本國立傳染病研究所流感病毒研究中心在4月10日從中國官方途徑取得H7N9病毒株後，確認奥司他韦、樂感清（主要成分為扎那米韋）、Inavir及Rapiacta（學名為帕拉米韋）這四種藥物能抑制H7N9病毒繁殖。
中國疾控中心衛生應急中心主任馮子健表示：目前尚無針對H7N9禽流感病毒的疫苗，而中國衛計委正組織疫苗研究，疫苗研發期通常需6個月到8個月，但對這種新發現的禽流感病毒，研發疫苗可能需要更長時間，中國國家科技部社會發展科技司4月10日表示已啟動應急防控研究項目，預計在兩個月內完成核酸診斷試劑的臨床驗證，預防疫苗在7個月內完成研製。
中國科學家10月26日在杭州宣布,成功研發出人感染H7N9禽流感病毒疫苗株。

## 其他同期疑似流感/死亡病例

### 2013年

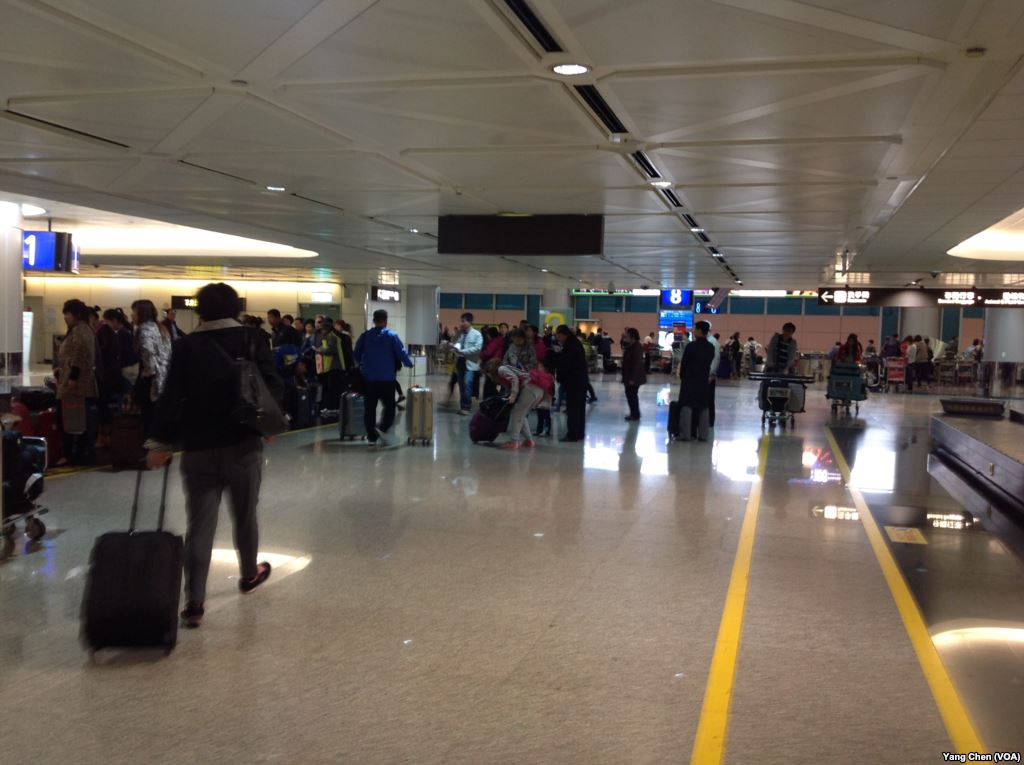
臺灣桃園國際機場為了因應H7N9疫情而加強機場檢驗工作。

- 4月3日，湖南省岳阳市疾控部门证实，一名身患甲型H1N1流感患者於4月1日在岳陽市第二人民醫院不治身亡[244]。
- 4月4日下午，深圳市疾控中心已對四宗不明肺炎進行檢測，確定皆為甲型H1N1流感[245]。
- 4月5日，廣西柳州市衛生部門通報，融水苗族自治縣融水中學從3月20日起有36例感樣病例，其中確診病例三例為甲型H1N1流感病例，均為輕症病例[246]。
- 4月6日下午，深圳市疾病預防控制中心通報，深圳檢測出3例甲型H1N1流感患者[247]。
- 《京華時報》4月10日報道，4月8日晚上11點半，患有嚴重肺炎的黃紹杞在武漢大學人民醫院不治逝世。兒子稱黃在發病至後期的肺炎症狀疑似感染H7N9病毒，過去生活時並有過活禽交易，要求做H7N9檢測，但醫院會診時，僅憑經驗斷定與此無關，並拒絕檢測[248]。報道刊發後該省衛生廳組織專家複核，結論為細菌性重症肺炎、冠心病與急性心肌梗塞，依症狀判斷並非H7N9監測病例[249]。
- 4月17日，埃及開羅東北部Daqahliya省通報2013年1例人類H5N1流感病例，男性(26歲，已於4月16日死亡)[250]。
- 台灣方面，從4月3日（把其列為第五類傳染病起）至4月25日中午止，中央流行疫情指揮中心累計通報的133例疑似病例，其中1例確定病例，1例檢驗中，其餘排除H7N9禽流感感染[251]。
- 香港方面，自3月31日至4月25日中午，衞生防護中心共接獲14宗符合呈報準則的懷疑人類感染甲型流感H7個案與38宗不符合呈報準則的個案[252]。
- 4月26日，孟加拉東南部Chittagong省Comilla區通報2013年首例人類H5N1流感死亡病例，男性(2歲，已於2月18日死亡)[253]。
- 4月26日，越南南部同塔省及隆安省通報2013年首2例人類H5N1流感死亡病例，男性(4歲，已於4月4日死亡)及女性(20歲)[254]。
- 4月26日，埃及北部Menofia省及El manzala區通報2013年2例人類H5N1流感病例，女性(40歲)及男性(26歲，已於4月8日死亡)[255]。

### 2014年
- 1月18日，中国上海市浦东人民医院医生张晓东因感染H7N9禽流感去世，年仅31岁。其生病后未及时诊治，加上工作劳累，所在的急诊外科只有四人轮班倒，导致病情迅速发展。15日开始发烧，找同事开药后继续上班。16日没有好转，输液后坚持上班。17日凌晨，张晓东从家里赶到医院就诊，医院很快将他送到重症监护室。病情发展很急，伴随重症肺炎，医院全力抢救。1月18日凌晨，张晓东抢救无效离世，留下怀孕7个月的妻子。1月19日，患者样本经实验室检测判定为人感染H7N9禽流感确诊病例。
- 1月29日，香港新增H7N9患者為7旬漢　深圳返港後不治 [256]

## 國際反應
- H7N9首個檢測案例公佈後至今，已有兩個國家宣佈暫時禁止中國家禽進口，分別為越南（4月3日起）、印尼（4月10日起）。
- 世界卫生组织在关于此病毒的各次简报(截至5月8日)中，并不建议“在入境口岸针对这一事件实施特别筛查，也不建议采取任何旅行或者贸易限制措施”。

## 爭議
環球時報戰略評論員戴旭在4月6日晚上發微博稱H7N9病毒是M國對中國實施的生化攻擊（M國暗指美國）。

## 相关的奖项
由浙江大学传染病诊治国家重点实验室、感染性疾病诊治协同创新中心主任李兰娟院士领衔，联合中国疾病预防控制中心、香港大学、复旦大学等11家单位共同完成的“以防控人感染H7N9禽流感为代表的新发传染病防治体系重大创新和技术突破”项目获2017年度国家科学技术进步奖特等奖。

### H7N9介紹
- 世界衛生組織（英文（页面存档备份，存于）、中文（页面存档备份，存于））

### H7N9常見問題與疫情資訊
- 世界衛生組織（英文（页面存档备份，存于）、中文（页面存档备份，存于））／中国疾病预防控制中心（页面存档备份，存于）／中國衛生應急辦公室：人感染H7N9禽流感疫情答問（一（页面存档备份，存于）、二（页面存档备份，存于））／台灣衛生署疾病控制局：H7N9流感專區（页面存档备份，存于）

#### 官方文件

##### 中國国家衛計委
- 《人感染H7N9禽流感醫院感染預防與控制技術指南（2013年版）》（页面存档备份，存于） （網頁版 （页面存档备份，存于） ）
- 《人感染H7N9禽流感診療方案》（2013年第一版）（页面存档备份，存于）（網頁版（页面存档备份，存于））／（2013年第二版）（页面存档备份，存于）
- 《人感染H7N9禽流感疫情防控方案（第一版）》（页面存档备份，存于） （網頁版（页面存档备份，存于） ）
- 《人感染H7N9禽流感病例診斷程序》（页面存档备份，存于）

##### 中國農業部
- 《動物H7N9禽流感緊急監測方案》和《動物H7N9禽流感應急處置指南（試行）》（页面存档备份，存于）

#### 疫情資訊
- 上海市衛計委／北京市衛生局／浙江省衛生廳／江蘇省衛生廳／安徽省衛生廳／河南省衛生廳／山東省衛生廳[永久]／江西省衛生廳
- 香港衞生防護中心：慎防禽流感專區（页面存档备份，存于）／相關新聞稿（页面存档备份，存于）
- 衛生署疾病管制局第五類法定傳染病H7N9流感：專業版／民眾版（页面存档备份，存于）
- 日本國立感染症研究所（页面存档备份，存于）
- 美國疾病控制和預防中心（页面存档备份，存于）
- 聯合國糧農組織（页面存档备份，存于）

### H7N9新聞專題

#### 中国大陆
- 中国疾病预防控制中心／上海公共衛生電話服務網／新華社（页面存档备份，存于）／中新社 （页面存档备份，存于）／ 新浪網（页面存档备份，存于）／網易新聞（页面存档备份，存于）／百度新聞／中國網（页面存档备份，存于）／上海東方網（页面存档备份，存于）／上海新民網（页面存档备份，存于）／浙江在線（页面存档备份，存于）／河南大河網（页面存档备份，存于）／山東齊魯網／江西大江網（页面存档备份，存于）／財新網（页面存档备份，存于）／鳯凰網（页面存档备份，存于）／四川在線（页面存档备份，存于）／21世紀網

#### 香港
- 香港電台（页面存档备份，存于）／明報（页面存档备份，存于）／TVB News（页面存档备份，存于）／頭條日報（页面存档备份，存于）／雅虎新聞（页面存档备份，存于）／香港文匯報（页面存档备份，存于）／

#### 台灣
- MSN新聞／

### 其它學術論文
- 《H7亞型禽流感病毒概述》，朱聞斐、高榮保、王大燕、楊磊、朱云、舒躍龍 合著，《病毒學報》2013年第3期
- 《Human Infection with a Novel Avian-Origin Influenza A (H7N9) Virus（页面存档备份，存于）》（中譯：人感染新型H7N9禽流感病毒），新英格兰医学杂志2013年4月15日，中國疾控中心之介紹